# 비양도
비양도(飛揚島)는 제주특별자치도 제주시 한림읍에 있는 섬이다. 면적은 0.52㎢, 인구는 166명(2019년)이다. 《신증동국여지승람》에서는 이 섬이 화산 활동에 의해 만들어졌다고 기록하고 있다. 전해오는 이야기에는 고려 목종 5년(1002년)에 산이 바다에서 솟아 섬이되었다는 이야기가 있으나, 지질 분석 결과로는 약 2만 7천년 전 당시 빙하기로 인해 해수면이 내려가 제주도의 해안선이 크게 확장되어 있던 시기에 화산이 폭발하여 형성 된 것이다. 그 뒤 빙하기가 끝나고 해수면이 올라가면서 지금과 같이 섬이 되었다.

## 위치와 특징
제주특별자치도 제주시 한림읍에서 북서쪽 해안에 있는 섬이다. 섬 모양은 전체적으로 원형이다. 최고지점은 114m의 분화구로 섬의 북쪽에 솟아 있으며, 남쪽은 대체로 평탄하다. 해안선의 드나듦은 단조로우며 대부분 암석해안이다.
비양도는 모양이 타원형의 섬이다. 중앙에는 비양봉이 위치해 있다. 그외에도 기암괴석들이 해안 주변에 여기저기 형성되었다. "애기 업은 돌"이라는 돌도 있다.
비양봉정상에는 등대와 기준점  그리고 비양봉 바로 옆에는 쌍둥이 크리에이터(분화구)가 있다.
비양도 분화구에는 비양도가 원산지인 비양나무 군락이 형성돼있다.
비양도는 원시상태의 화산활동과 관련한  화산 지질층 및 화산쇄설물, 호니토 등을 비롯해 화산의 흔적들이 잘 보존돼 있어 화산지질학적으로 가치가 높다.
비양도 동쪽에는 펄랑못이 자리잡고있다. 펄랑못은 우리나라 유일의 염습지로 밀물 때는 해수가 밀려들고 썰물이 되면 다시 담수호가 되는 얕은 못이다.

## 현황
비양도에는 비양나무자생지로 유명하다. 하추자도에서 남쪽으로 58.1km에 있으며, 협재리에서 2km 떨어져 있다. 동경 126°14′, 북위 33°24′에 위치하며, 면적 0.58km2, 해안선길이 3.15km, 인구 205명(1994년 기준)이다. 작은 화산섬으로 섬 전체가 원형을 이루고 있다.
북쪽으로 높이 114m의 분석구(噴石丘)가 솟아 있고, 남쪽의 평탄면에 취락이 형성되어 있다. 1월평균기온 2.9℃, 8월평균기온 27.3℃, 연강수량 1,371mm, 연강설량 215mm이다.
비양도는 어업을 주로 하고 그외에도 농업을 한다. 특히 80여종의 어족이 비양도 주변에 풍부하다. 논은 없으나 밭 7㏊, 임야 32㏊이다. 주요 농산물은 유채(油菜)와 고구마·보리·들깨 등을 재배하고 있다. 주산업은 어업으로, 주요 어획물은 멸치·갈치·방어이며, 소라·전복·해삼·천초채취 등의 양식업도 활발하다.
인근 본섬의 협재해수욕장, 협재리의 용암동굴지대, 그리고 한림항(翰林港)과의 연결이 용이하여 여름철에는 낚시꾼으로 붐빈다. 교육기관으로는 한림초등학교 비양분교가 있다.

## 전해오는 이야기
《세종실록지리지》(제주)와 《신증동국여지승람》 등에 '비양도(飛揚島)'라 했다. 특히 《신증동국여지승람》 제주목 ‘산천’조에는 “비양섬은 제주목 서쪽 80리에 있다. 물길은 5리이고, 양목장이 있다”라고 기록되어 있다. 『여지도서』 등의 옛 기록 속에 ‘상서로운 산’이라는 뜻으로 서산(瑞山)이라고도 불리는 산으로 이야기되고 있다.
서산, 고려 목종 5년 6월에 산이 바다 가운데에 솟아 나왔다. 산에 네 구멍이 뚫리어 붉은 물이 솟아나와 닷새 만에 그쳤는데, 그 물이 모두 엉기어 기와 돌이 되었다. 목종 10년에 상서스러운 산이 바다 가운데에 솟아나왔다. 태학박사 전공지를 보내어 가서 보았는데 사람들이 말하기를, “산이 처음 나올 때 구름과 안개가 자욱하고 지동이 우레 소리 같아 무릇 일곱 날 아침과 밤 만에 비로소 개였다. 산의 높이가 백여 길이나 되고 주위가 40여 리나 되는데 초목이 없고 연기가 그 위에 덮이고 바라보기에 석류황 연기 같아서 사람들이 두려워서 감히 가까이 가지 못했다. 공지가 친히 산 밑에 이르러 그 모양을 그리어 바치었다” 하니 지금 대정현에 속한다.

『탐라지』(제주)에도 '비양도(飛揚島)'라 표기했는데, "제주성 서쪽 10리에 있다. 바닷길로 5리에 있고, 둘레는 10리이다. 화살대가 많이 있다."라고 했다. 『고지도첩』의 「탐라전도」에 '비양도(飛揚島)'라 했고, 서쪽에는 고려 시대 화산 폭발로 생겼다는 '서산(瑞山)'이 그려져 있다.
『제주삼읍도총지도』에는 '비양도(飛揚島)'라 표기했고, '일명 서산(一名瑞山)'이라 하여 서산을 비양도에 비정하였다. 『해동지도』(제주삼현)에는 '비양도(飛陽島)'라 했다. 『영주산대총도』에도 '비양도(飛陽島)'라 했는데, 오름 봉우리를 붉은색으로 칠해 화산쇄설물인 스코리아(송이)를 표현했다. 『대동여지도』에는 '비양(飛揚)', 『조선지형도』에는 '비양도(飛陽島)'라했다. 일부 지도에도 고려 시대 화산폭발로 형성된 '서산'이라 했다고 전한다.
『남환박물』에서는 서산을 더바섬으로 추정했는데, 1707년의 『탐라지도병서』나 18세기 중반에 편찬된 『제주삼읍도총지도』에는 서산이 비양도로 표기되어 있다. 그러나 일부에서는 ‘서산이 대정현에 있다’고 했으므로 군산이나 가파도로 보는 경우도 있다. 1,000년 전 제주도에는 99개의 봉우리밖에 없어서 100봉을 채우지 못해 대국을 형성하지 못했다. 그러던 어느날 중국 쪽에서 1개의 봉우리가 제주도를 향해 날아오고 있었는데 한림 앞바다에 이르렀을 때 한 여인이 굉음에 놀라 집밖으로 나갔다가 이를 보고 가만히 있으면 마을과 부딪칠 것 같아서 멈추라고 소리쳤으며 이로 인해 지금의 위치에 떨어져 섬이 되었다는 이야기가 전한다. 《신증동국여지승람》에는, 1002년(목종 5)에 화산폭발에 의하여 이 섬이 형성된 것으로 기록되어 있다.

## 같이 보기
- 제주 비양도 호니토 (대한민국의 천연기념물 제439호)

## 참고 자료
- 「올레 제주여행 바이블」, 비양도, 바앤다이닝 저, 상상출판(2010년, 204~205p)